# Коробоничі (станция)
Коробоничі (рос. Коробоничи) — залізнична станція в Унецькому районі Брянської області Російської Федерації.
Населення становить 183 особи. Входить до складу муніципального утворення Павловське сільське поселення.

## Історія
Населений пункт розташований на території українського етнічного та культурного краю Стародубщина.
Від 2005 року входить до складу муніципального утворення Павловське сільське поселення.

## Населення
| 2010 | 2013 |
| ---- | ---- |
| 194  | ↘183 |